# Gnidia penicillata
Gnidia penicillata är en tibastväxtart som beskrevs av Lichtenst. och Carl Daniel Friedrich Meisner. Gnidia penicillata ingår i släktet Gnidia och familjen tibastväxter. Inga underarter finns listade i Catalogue of Life.